# Jacques Delepaut
Jacques Delepaut (* 11. September 1926 in Tourcoing; † 13. Oktober 1992) war ein französischer Fußballspieler und -trainer.

## Karriere
Delepaut begann das Fußballspielen in seiner Heimatstadt bei der US Tourcoing. 1947 ging die Mannschaft im zusammengeschlossenen Verein CO Roubaix-Tourcoing auf; der 1,80 Meter große Abwehrspieler zählte zum Kader des neuen Klubs, der kurz als CORT bezeichnet wurde. Dieser trat in der höchsten französischen Spielklasse an, womit dem jungen Fußballer der Sprung in den Profifußball geglückt war. Delepaut avancierte direkt zum Stammspieler und kam zu einer Zeit, in der Ein- und Auswechslungen nicht möglich waren, auf 28 Erstligaeinsätze binnen eines Jahres.
In den darauffolgenden Spielzeiten blieb der Verteidiger ein fester Bestandteil der Mannschaft und erreichte mit dem Team einige Platzierungen im Tabellenmittelfeld, ehe im Jahr 1953 der Abstieg nur noch knapp abgewendet werden konnte. Dies gelang ein Jahr darauf erneut, doch 1955 konnte der Sturz in die Zweitklassigkeit nicht mehr verhindert werden. Zur selben Zeit verließ Delepaut den CORT, für den er zu 249 Erstligapartien mit zwei Toren gekommen war; damit war er nach acht Jahren, in denen er durchgängig einen Stammplatz besetzte, zum Rekordspieler des Vereins in der ersten Liga geworden; da der CORT nicht mehr in die höchste Liga zurückkehrte und 1970 aufgelöst wurde, hat dieser Rekord dauerhaften Bestand.
Nach dem Abstieg 1955 konnte der Spieler in der Erstklassigkeit verbleiben, da er beim OSC Lille unterschrieb. Den Abstieg des Teams ein Jahr später konnte er zwar nicht abwenden, trat dieses Mal jedoch den Gang in die zweite Liga an. Er lief in allen 38 Partien auf und erreichte mit Lille 1957 den direkten Wiederaufstieg. Anschließend fiel er allerdings völlig aus der Mannschaft und wurde im Verlauf der Spielzeiten 1957/58 und 1958/59 insgesamt lediglich noch dreimal aufgeboten; somit beendete er nach 276 Erstligapartien seine Laufbahn. Noch im Verlauf der Spielzeit 1958/59 übernahm er die Verantwortung als Trainer und saß von November 1958 bis zum Saisonende auf der Bank, konnte den drohenden Abstieg aber nicht abwenden. Danach zog sich der 1992 verstorbene Spieler komplett aus dem Profifußball zurück.